# Twice Upon a Time in the West
Twice Upon a Time in the West è un film del 2015 diretto da Boris Despodov.

## Trama
Una donna finisce in una città fantasma nel mezzo del deserto. Quei paesaggi surreali vennero utilizzati un tempo da Sergio Leone per i suoi film western, ragion per cui gli abitanti del luogo sperano ancora di vederli apparire sul grande schermo. Trova quindi lavoro come governante nella casa di un'eccentrica signora, che si scoprirà poi essere Claudia Cardinale.